# Антонова Марія Миколаївна
Марія Миколаївна Антонова (мокш. Марю Антонова; 24 серпня 1926 — 1 березня 2020) — мокшанська співачка; Народна артистка РРФСР (4 січня 1980).

## Життєпис
Народилася 24 серпня 1926 року у мокшанському селі Левжа (нині Рузаєвський район Мордовії)..
У 1945 році закінчила Мордовськую студію при Саратовської консерваторії.
Після закінчення навчального закладу стала артисткою хору музичного театру Мордовії, а з 1948 року — солісткою ансамблю пісні і танцю «Умаріна».
C 1955 по 1993 рік була солісткою Мордовської державної філармонії. Наслідувала виконання іншої мокшанської співачки з Саратовщини Ольги Ковальової, проте не отримала дозвіл на закордонні гастролі. За молоду на сцені виступала здебільшого у традиційному мокшанському народному костюмі
У репертуарі співачки переважно мокшанські та російські народні пісні, твори радянських композиторів. Вважається однією з найкращих виконавиць ліричних пісень російською мовою.
Візитною карткою співачки, а потім і всієї республіки Мордовія стала пісня «Умаріна» (▶ [Архівовано 10 листопада 2019 у Wayback Machine.]), що в перекладі означає «яблунька». У Мордовії «умаріною» так само називають обов'язковий весільний атрибут серед мокшан — уквітчані гілки дерева. Її несе господиня весілля, уособлюючи хранительку вогнища — Кудаву, у святковому національному вбранні. Тому «умаріна» це ще й уособлення молодості, спадкоємності поколінь.
Вперше пісня була виконана молодою Марією у 1957 році на Всесвітньому фестивалі молоді і студентів у Москві. Пісня дуже швидко стала однією з найбільш популярних народних пісень в Мордовії.
Марю Антонова занесена до Книги трудової доблесті та героїзму Мордовської АРСР.
Про Марію Миколаївну створені два музичних фільми.

## Нагороди та премії
- народна артистка Російської РФСР (04.01.1980)
- заслужена артистка РРФСР (08.03.1960)
- народна артистка Мордовської АРСР (1969)
- заслужена артистка Мордовської АРСР (1957)
- Державна премія Мордовської АРСР (1971)
- Державна премія Республіки Мордовія (2002)
- орден «Знак Пошани»
- орден Дружби народів[2]
- Почесний громадянин Республіки Мордовія (2000)